# 吉田五十八賞
吉田五十八賞（よしだいそやしょう）は、吉田五十八の没後に「吉田五十八記念芸術振興財団」により建築の部・建築関連美術の部における優れた作品と制作者を表彰した賞1976年から1993年まで18回行われた。

## 歴代受賞作品及び受賞者
各・括弧（）内は設計者・制作者
- 1976年 第1回[3]
  - 建築の部 - 臨南寺（大阪市東住吉区、深谷浩一）本堂
  - 関連美術の部 - 該当作なし
  - 特別賞 - 吉野鉄之助、大場正一郎、神吉義郎（木工用具に対する業績）
- 1977年 第2回
  - 建築の部 - 続久が原の家（清家清）[5]
  - 関連美術の部 - 新宿三井ビル モニュメント 滝等広場の造形（會田雄亮）[6]
- 1978年 第3回
  - 建築の部 - 東京YMCA野辺山高原センター（内井昭蔵）[7]
  - 関連美術の部 -
- 1979年 第4回[8]
  - 建築の部 - 雑創の森学園（六角鬼丈）
  - 関連美術の部 - 雑創の森学園「風見」・「風車」（新宮晋）
- 1980年 第5回
  - 建築の部 -
  - 関連美術の部 -
  - 特別賞 -
- 1981年 第6回[9]
  - 建築の部 - 三輪そうめん山本本社（狩野忠正）
  - 関連美術の部 - 「聖徳学園川並記念講堂第一緞帳（多田美波）、聖徳学園川並記念講堂第二緞帳（利根山光人）
- 1982年 第7回[10]
  - 建築の部 - 該当作なし
  - 関連美術の部 - 該当作なし
  - 特別賞 - 川上英男、小川久吉、吉川昌治、岩野平三郎、横山義雄（桂離宮の昭和の大修理への貢献）
- 1983年 第8回 
  - 建築の部 -
  - 関連美術の部 - 「北追岬」等（流政之）[11][12]
- 1984年 第9回
  - 建築の部 - 土門拳記念館（谷口吉生）[13]
  - 関連美術の部 - 久留米市中央公園「石声庭」（豊福知徳）[14]
- 1985年 第10回
  - 建築の部 -  伊豆の長八美術館（石山修武）[7]
  - 関連美術の部 - 大正海上火災本社中庭彫刻「朱竜」（清水九兵衛）[15]
- 1986年 第11回[16]
  - 建築の部 - ギャラリーをもつ家、雪囲いのある家（林雅子）
  - 関連美術の部 - 該当作なし
- 1987年 第12回[17]
  - 建築の部 - 該当作なし
  - 建築の部佳作賞 - 目神山の家8（石井修）、脇町立図書館（重村力）、小布施町修景計画（宮本忠長）
  - 関連美術の部 - 該当作なし
  - 特別賞 - 吉田義男
- 1988年 第13回[18]
  - 建築の部 - K邸（安藤忠雄）
  - 関連美術の部 - 山口県庁舎内モニュメント彫刻「鷺舞の譜」（澄川喜一）
  - 特別賞 - 岡村辰雄（額装研究と製作による建築、美術界に対する功績）
- 1989年 第14回[19]
  - 建築の部 - 東京サレジオ学園ドンボスコ記念聖堂・小聖堂（阪田誠造、藤木隆男）
  - 関連美術の部 - 東京サレジオ学園各聖堂内一連の美術作品（坂本和正、横尾竜彦、イワタルリ、林良子）
  - 特別賞 - 村上康助、関口幹子（東京サレジオ学園の総合計画、建設、制作への協力）
- 1990年 第15回[20]
  - 建築の部 - 真鶴町立中川一政美術館（柳澤孝彦）
  - 関連美術の部 - 該当作なし
  - 特別賞 - 岡本茂男（伝統建築や大工道具の撮影）
- 1991年 第16回[21]
  - 建築の部 - 東京竹葉亭（出江寛）
  - 関連美術の部 - 該当作なし
  - 特別賞 - 山田脩二（「瓦」の新しい使い方による一連の創作活動）、吉田桂二（「飛騨の匠文化館」他一連の修景計画）
- 1992年 第17回[22]
  - 建築の部 - 好日居（齋藤裕）
  - 関連美術の部 - 荒牧バラ公園内「伊丹市平和モニュメント」（井上武吉）
  - 特別賞 - 磯村浩之亮（錺金物の伝統職人）
- 1993年 第18回
  - 建築の部 -  水戸市立西部図書館（新居千秋）[4]、海の博物館（内藤廣）[23]
  - 関連美術の部 -
  - 特別賞 - 中村好文（諸職の技術を生かした住宅）[24]